# يو إف سي ليلة القتال: هول ضد سيلفا
يو إف سي ليلة القتال: هول ضد سيلفا (بالإنجليزية: UFC Fight Night: Hall vs. Silva)‏ هو حدث لفنون القتال المختلطة نظمته يو إف سي، أُقيم في 31 أكتوبر 2020، على يو إف سي أبيكس في إنتربرايز، نيفادا، الولايات المتحدة.